# 靖任秋
靖任秋（1905年—1996年5月3日），男，江苏铜山县东南乡棠梨张集人，中华人民共和国政治人物，曾任中共上海市委统战部副部长，上海市政协副主席。

## 生平
出身地主家庭。1924年从徐州的江苏省立第七师范学校毕业。1925年在南京国立东南大学旁听，五卅运动中于1925年6月经华少峰与陈子坚介绍加入中国共产党。受党组织派遣，1926年4月到广州考入黄埔军校第4期步科。1927年2月北伐军占领武汉，在武汉成立中央政治军事学校武汉分校，靖任秋任分校政治部党务股长兼特别党部主任委员。1927年3月，分校黄埔第五期炮科学员廖运周经靖任秋介绍加入中国共产党。后靖任秋任叶挺部第二十四师政治部组织科长，参加南昌起義。
1928年任上海总工会工军委委员，中共上海市闸北区委委员，后长期从事秘密工作。1931年打入陕西省政府主席杨虎城部，任潼关行营参谋处情报科中校科长。1931年10月随第三十八军军长孙蔚如入甘肃平定雷马事变。1932年夏，围剿鄂豫皖时查获共党关于靖任秋的文件，身份暴露，被第三十八军军长孙蔚如派秘书张退庵礼送出境。又经陈子坚和李之朴介绍去山西投奔孙殿英，作为孙殿英代表多方活动，见证福建人民政府（即福建事变）的最后一幕。后在王世英华北联络局领导下，在北平搜集情报，策动反蒋。1937年春参加了在延安召开的中国共产党全国白区工作会议。
1937年9月6日保定沦陷前夕，周恩来在在山西省代县太和岭口同阎锡山就联合抗日问题进行谈判，达成建立第二战区民族革命战争战地总动员委员会的协议，促进了山西抗日统一战线的形成；周恩来还约见了靖任秋，指示他利用旧日关系争取孙殿英坚持华北抗战，建立跟八路军的友好合作统战关系。孙殿英交给靖任秋的第一个任务，就是筹办教导大队，为部队培养军事指挥人才，并且要“多多益善”。在中共组织的配合下，孙殿英部教导队招收了数千名抗日青年学生，教育长、政治总教官、指导员均由中共人士担任。后孙殿英迫于压力解散了教导队，教育长和政工干部率领上千学员加入了晋东南的抗大一分校。彭德怀曾说，党中央评价，国民党军和八路军的统战关系，从全国说孙殿英部是最好的。1939年4月，孙殿英的冀察游击武装编成新五军，孙殿英任军长兼暂编第四师师长，靖任秋任该师少将副师长。1939年底爆发十二月事变，即抗日战争时期第一次反共高潮，八路军前敌总部调集兵力打击中央军朱怀冰第九十七军，布置靖任秋尽力稳住孙殿英的新五军按兵不动。1940年3月在磁（县）武（安）涉（县）林（县）战役中，八路军集中13个团兵力，首先直接袭击歼灭第九十七军军部，此时第94师师长蔡劭病逝，继任师长还没有到位，经过10天战斗该军溃散，朱怀冰被俘（不久后获释），残部2000余人撤到修武整训。靖任秋还把孙殿英扣留的朱怀冰第九十七军的100挺轻机枪送给了八路军前总。事后，八路军副总司令彭德怀给了孙殿英一批缴获的棉军服、棉花和布料以酬谢他的中立。1941年初，靖任秋被调到重庆中央训练团受训，接受军政部、军统的审查。被蒋介石接见后，给了2000元作为回程资仪。靖任秋与周恩来见面要求归队，但周指示继续回到豫北的孙殿英部。1941年8月，靖任秋在第一战区司令长官部驻地洛阳被捕，此前孙殿英给第一战区长官司令部的密电指控靖任秋3条“罪状”：一是有共产党员嫌疑；二是畏缩不前；三是鼓动军队。靖任秋抱必死的决心，甚至拒绝了妻子的探望；在回忆录中写：“我对于可能的牺牲，处之比较泰然，甚至考虑到把我绑赴刑场时，我应该持什么态度，因此毫不觉得惊慌。”先被关押在洛阳的第一战区军法分监。因靖任秋谨言慎行，从未露出过破绽，搜查其住所一无所获、对其审讯回答得滴水不漏，第一战区军法分监迟迟不能给其定罪。后转押到胡宗南第三十四集团军设在终南山下长安县白道峪村的新庵寺（今白道峪小学）的白道峪看守组长期监禁，不审不判不放。从洛阳去西安临行前，有孕在身的妻子彭文带着三个孩子赶去看他，让孩子给靖任秋磕头以永远记住父亲的最后一面。在白道峪长期羁押中，靖任秋策反了看守陈立朝，1943年5月19日晚23点越狱，因靖任秋在杨虎城部担任过参谋，熟悉附近的地形路线，成功从秦岭古道逃脱，而后昼伏夜行，风餐露宿，1943年7月回到老家徐州。靖任秋是从白道峪看守所唯一成功越狱的幸存者。1983年夏，时任上海市政协副主席的靖任秋故地重游，瞻仰“白道峪革命烈士蒙难纪念遗址”。
靖任秋在徐州家乡获悉1935年时在华北的老关系王道在山东益都当伪伪“灭共建国军”暂编第一师第八旅旅长(原吴化文的暂编第一师第二旅) ，盘踞在寿光县西部以丰城为中心。通过中共山东分局到王道部策反。1944年7月21日拂晓,八路军山东军区之渤海军区直属团和清东独立团及地方武装、民兵一部,将伪灭共建国军第八团王道部驻区益(都)寿(光)临(淄)广(饶)四县边区的丰城、辛家桥、高庄等11个据点包围。王道当夜率所部1600余人起义,广饶伪军一个中队也同时反正。王道部带出机枪二十八挺，战马百余匹，汽车一辆，机器二部，兵工器材粮草约值三百余万元，并将寿光伪公安局解决……我军乘胜扫除了广(饶)益(都)线及王部防区附近大小据点二十余处，收复国土九千九百平方公里。王部反正后,改编为八路军山东军区独立第1旅,王道任旅长，牟宜之任政治委员,赵凌汉任参谋主任，孙光代参谋长,刘同泰代政治部主任。王道起义开创了山东大股伪军反正的先河。不久，山东境内又有莫正民（莒县）、张希贤（诸城）、韩寿臣（安邱）等四股伪军相继反正抗日，分编为八路军山东军区独立第二、三、四、五旅。
1944年秋，靖任秋组织关系从中共山东分局转到太行抗日根据地，向北方局负责人邓小平报到，继续从事对伪军的联络、策反工作。靖任秋还策动了伪东亚同盟自治军军长王天祥在大名县起义。
抗战胜利后，1945年10月邯郸战役（即平汉战役）中，高树勋新八军被八路军围攻，10月27日晋冀鲁豫军区参谋长李达和晋冀鲁豫军区政治部联络部负责人靖任秋穿过火线去和高树勋谈战场起义。李达虽然出身西北军，但和高树勋交往不多，而靖任秋与高树勋在1933年的察哈尔民众抗日同盟军的察北抗战期间交情很深，所以主要就由靖任秋来主谈“晓以利害”，三人整整谈了一夜。随后，高树勋率新八军起义投奔八路军，邯郸战役迅速获胜。1989年邓小平在和《第二野战军战史》编辑委员会谈及抗战胜利后初期的上党战役、邯郸战役评价：“平汉战役应该说主要是政治仗打得好，争取了高树勋起义。如果硬斗硬，我们伤亡会很大”“我们打平汉战役比打上党战役还困难。打了上党战役，虽然弹药有点补充，装备有点改善，但还是一个游击队的集合体。在疲惫不堪的情况下，又打平汉战役。”邓小平还特别讲到高树勋的起义： “他的功劳很大。没有他起义，敌人虽然不会胜利，但是也不会失败得那么干脆，退走的能力还是有的，至少可以跑出主力。他一起义，马法五的两个军就被我们消灭了，只跑掉三千人。” 1945年11月12日，中共中央为此专门发出了《关于扩大邯郸起义宣传的指示》。 随后，中共中央、中央军委号召国民党官兵学习高树勋起义的“高树勋运动”如火如荼开展起来。晋冀鲁豫中央局的联络部扩大改组为国军工作部，薄一波兼任部长，副部长申伯纯，下设四个室：城市工作室、西北军工作室、晋绥军工作室、中央军工作室，分别由陶希晋、边章武、雷任民、靖任秋负责。国民党中央军嫡系第110师师长廖运周，靖任秋是其黄埔军校时的老师和入党介绍人。靖任秋获悉廖运周担任师长驻安阳后，派徐仁去挂钩策反。徐仁回边区汇报，廖派他本家弟弟廖宜民随行，同时带来一份国民党军机密情报《1946年全军军事工作总结与1947年军事工作计划》。薄一波代表晋冀鲁豫中央局批准了廖运周恢复党籍的要求。1946年秋，靖任秋调新八军起义改编的民主建国军第二军副军长。1946年底晋冀鲁豫中央局批准在110师成立工作组，组长刘浩（110师联系人），成员有廖运周（110师师长）、廖宜民（110师副官处主任，廖运周的本家弟弟）、徐仁、刘扬、李俊成（后任工作组组长）、张士瑞、金克、杨振海等。1948年12月淮海战役第二阶段，第110师战场起义，为歼灭中央军嫡系黄维兵团发挥了重大作用。
1947年9月，成立晋冀鲁豫野战军第十纵队，王宏坤任纵队司令员，刘志坚任政委，孔庆德任副司令员，参谋长靖任秋，政治部主任张力之。1947年10月，第十纵队千里南下大别山，开辟桐柏解放区。1947年12月成立桐柏军区，王宏坤任司令员，徐子荣任第一政委，刘志坚任第二政委，靖任秋任参谋长，张力之和余成斌分别担任政治部正副主任。1948年秋到靖任秋平山县李家沟口村的马列学院(中央党校)学习。1949年1月天津解放，分配任天津市人民政府委员兼天津市公用局局长。
中华人民共和国成立后，1950年5月，华北区航务局及天津区航政局合并组成天津区航务局。1950年6月1日，天津市人民政府派市政府委员、公用局局长靖任秋改组天津航政局等单位，筹组天津区港务局并兼任局长，同时兼任天津市委交通党委书记。1950年7月26日，中央人民政府政务院财经委员会发布《关于统一航务港务管理的指示》，决定建立统一航务及港务管理机构中央人民政府交通部航务总局，天津、广州、上海、青岛、大连等设立区港务局，负责统一港务的管理工作。在合并原华北区航务局秘书处及天津航政局基础上，9月15日，天津区港务局正式成立，同时中央人民政府交通部和天津市人民政府分别对天津区港务局的名称做出了批复，正式定名为中央人民政府交通部天津区港务局。1951年8月政务院第99次政务会议通过的《关于成立塘沽建港委员会的决定》，1951年9月5日成立塘沽建港委员会，直属中央人民政府交通部领导，由章伯钧、黄敬、靖任秋、高原、张国坚、赵朴、周克刚、谭真、刘俊峰、李安、周纶、张华戡、严恺、郑兆珍等14人为委员组织之；并以章伯钧为主任委员，黄敬、靖任秋、高原为副主任委员，办公地点设在天津市一区（今和平区）赤峰道5号天津区港务局。
1950年4月20日晚，大连至烟台航线上的客货轮“新安”号被新加皮至天津航线上的美国太平洋远东轮船运输公司被美国太平洋远东轮船运输公司“加利福尼亚金熊”号撞沉。4月22日，“新安”轮的运营方——天津华孚公司向天津市人民法院提起诉讼，要求“加利福尼亚金熊”号及其所在运营公司——天津运通船务行负责赔偿“新安”轮沉没造成的全部生命、船只、货物、资财等一切损失，并追究其见死不救致“新安”轮船长、大副、三副在内的70名船员和乘客则随船遇难或失踪的责任。4月25日，天津市人民政府组成了以天津航务局局长靖任秋为主任、天津航政局马涤源局长、天津市政府外事处章文晋处长、天津市公安局许建国局长、天津市海员工会主席曾寿龙、国际法专家魏文瀚、海事专家徐祖藩、天津海关海务处董鸣岐副处长、天津市轮船业公会主任委员李厚甫为成员的海事处理委员会。4月27日，天津市人民法院正式开庭审理此案，边伴山副院长亲自担任本案的审判长。这是中华人民共和国涉外海事第一案。5月18日，天津海事处理委员会提交了《关于“加利福尼亚金熊”轮与“新安”轮碰撞案海事处理书》，5月19日由天津航政局公布。根据这份海事处理书，5月19日天津市人民法院刑字第3826号判决书：“加利福尼亚金熊”号船长威廉·茂莱因过失发生船舶碰撞及救助不力致人死亡被判处有期徒刑一年、缓刑两年并驱逐出境；“加利福尼亚金熊”号的运营方——天津运通船务行赔偿“新安”轮的船舶、货物损失、遇难船员和乘客的赔偿金以及“加利福尼亚金熊”号的修理费用一共31.34万美元（占赔偿责任的85%）；“新安”轮的运营方——天津华孚有限公司赔偿“新安”轮的船舶、货物损失、遇难船员和乘客的赔偿金一共5.53万美元（占赔偿责任的15%）。
1952年9月调北京工作，任交通部党组成员、交通部内河运输管理总局局长。1955年肃反运动时接受个人政治历史审查至1962年。专案组对所有可能引起怀疑的事情和细枝末节都穷追不舍，要求靖任秋反复交代。这使靖任秋不得不反复回忆，竭力搜寻一切点滴的记忆，提供当事人的详尽名单，写了近千页的交代材料。专案组也不惜代价地内查外调，查找人证物据。为求通过旁证检验靖的交代的真伪，无论正面还是反面的当事人，也无论当事人职位高低，当事人几乎都被找到。实际效果把靖的历史查得一清二楚。l956年在审干中停止了交通部党 组成员职务，调离了交通部内河总局，改任交通部天津水运工程科学研究所所长。1958年交通部河运、海运两个总局合并，任航运总局副局长。1960年调沪的中共中央华东局工作。1962年组织作出结论，政治上没有问题，宣布担任中共中央华东局经济委员会副主任。1967年至1976年又被成立专案组彻底个人政治历史。其中1967年10月至1973年被关押在漕河泾少教所长达六年。1973年5月获释，继续在上海市五七干校劳动接受审查。1977年10月复查结论为维持1961年没有问题的结论，彻底平反解放。1978年初任上海市政府工业交通办公室副主任。1979年5月任中共上海市委统战部副部长兼上海市政协第五、六届副主席(任期：1979年5月～1985年7月)，兼上海市政协第五届秘书长、学习委员会主任，第六届的对台宣传工作委员会主任。1992年离休。

## 家人
- 妻子 彭文（1905.4.8～1994.11.14），原名彭援华，湖南岳阳城区颜家巷(今3517工厂内)人。在岳阳贞信女校与长沙省立第一女子师范学校多次参加学潮。1925年秋考入北京女子师范大学。1926年“三·一八”惨案的亲历者和幸存者，在现场冲进冲出，从死人堆里找到杨德群。1926年春在女师大参加中国共产党，和其他7个女学生成立了女师大第一个党支部。1926年6月暑假回家，随后北伐军攻占岳阳，就地投身国民革命，任岳阳县妇女联合会主席。1926年11月经中共岳阳地委书记刘士奇出具介绍信，与表姐陶桓馥及肖凤仪、肖凤文两姐妹于1927年1月考入中央军事政治学校武汉分校政治大队女生队（黄埔六期），当选为武汉分校特别党支部委员。与靖任秋在黄埔军校武汉分校相识。南昌起义前夕和武汉分校女生队指导员彭漪兰一起从九江主动奔赴南昌，到周恩来为领导的起义前委报到后，被分配在离南昌起义总指挥部驻地洗马池江西大旅社不远的一所小学里，从事写标语口号，担任通讯联络、护理救治等工作。彭文是参加了南昌起义的三十余名女兵之一，是人民军队的第一批女兵。起义后彭漪兰、彭援华和胡毓秀编入军事委员会参谋团，8月5日随南昌起义军南下广东，直接跟随周恩来、恽代英等领导一起行军。会昌战斗很残酷，伤员很多，8月19日前委将分散在各部队的女生队学员30多人集中成立伤兵救护队，指定彭援华任支部书记。起义军在潮汕失败后，随朱德率领的起义军余部转战闽粤赣湘边界。在江西信丰县信田村，朱德动员彭援华作为救护队支部书记带头离队劝说：“哪里都有党，哪里都有组织，哪里都可以革命！”彭援华带4男4女共8人，每人发路费20块，持朱德出具介绍信找到中共吉安县委。再由吉安县委给赣北特委写介绍信，雇了一条大船送他们到九江。赣北特委书记刘士奇留其任特委秘书。一个月后被派往中共湖北省委机关。任湘鄂赣特委交通。参加平江起义。1929年秋，往新加坡任中华女师代课，兼任南华女师代校长。1931年被英国殖民当局驱逐出境回国，在上海、北平、西安任教，1933年在北平左联干事会工作，执教工人夜校，编印工人小报，抄编情报文件、参加大学教师夫人座谈会等上层统战工作，北方局的单线联系人是王梓木。七七事变后从北平到宁乡县，通过八路军驻湘通讯处的徐特立与湖南省委书记高文华接上组织关系，被派遣到岳阳县建立临时县委担任书记。1938年10月岳阳沦陷，县委转隶中共湘鄂赣特委。1938年12月中共湘鄂赣特委指示中共岳阳县委改为中共岳阳中心县委，辖岳阳、临湘、通城、湘阴四县党组织，中心县委书记彭援华，组织部长杨乐如，宣传部长王养直、妇女部长赵绿吟。1939年初特委决定统战和党的组织工作分开，彭公开党员身份专做上层统战，免去其中心县委书记职务。后任湘鄂赣特委委员、妇女部长等职。1940年带3个子女和2个弟弟到重庆准备赴延安，周恩来、邓颖超指示到洛阳郊区翟家屯新五军驻地当家属掩护靖任秋从事兵运工作。到洛阳后半年，靖任秋被第一战区军法监逮捕下狱，彭援华出来工作，在省立洛阳中学兼国文、历史课。1943年到许州。1944年被党组织派任接到太行解放区左权县麻田八路军总部工作，任晋冀鲁豫边区政府教育厅教材编审委员，晋冀鲁豫边区行知干部子弟学校校长，石家庄育才中学第一副校长（校长周扬）。1949年3月任北京师大女附中第一任校长，第一届全国妇女代表大会代表。1951年10月任天津市教育局副局长、1953年5月至1963年2月任教育部中学教育司/普教司副司长。1964年调任上海教育学院副院长、上海市人民政府视察委员会委员。1979年后，任上海教育学院顾问，上海市政协委员。1983年离休，享受副部级待遇。著有《革命熔炉》等著作。1994年11月14日，在上海华东医院逝世。[11] 电影《建军大业》中，由冯文娟扮演的彭援华。
- 长子靖伯文：1931年5月出生于铜山县。1944年随母到太行解放区左权县麻田镇军塞，1945年3月赴延安在陕甘宁边区“子长中学”就读。1946年秋转移到晋冀鲁豫边区，1947年3月进入北方大学边学习边支前。1947年6月16日加入新民主主义青年团。1949年2月8日加入中国共产党。1949年9月考入哈尔滨工业大学，1956年6月从哈尔滨工业大学过程经济系动力经济专业研究生毕业。历任哈尔滨工业大学动力经济系教研室助教、讲师、党总支书记、助理系主任，自动控制无线电工程系副主任。讲授“动力经济学”，编写部分《动力经济学》教科书，先后参加三峡水电站的规划研究，农村小水电建设及农村电气化研究，组织参与丰满水电站对哈尔滨防洪能力的研究，主编《动力经济学报》，1960年被评为哈尔滨市文教系统先进个人。1976年10月任教务处长、副校长，黑龙江省高教局局长、1985.5--1988.1任黑龙江省副省长兼省教委主任。1995.04.22逝世。
- 长女靖玉仲：1933年出生。1949~1955年就读于北师大女附中。山东省中医药研究院主任医师。山东省中西医结合学会呼吸专业委员会委员，擅治支气管哮喘、糖尿病
- 次子靖叔平：1935年1月出生。上海航天局副局长，导弹专家。主管某型号导弹研制行政总指挥。1990年被评为部级有突出贡献的中青年专家。1995年获航天特殊贡献奖，荣立一等功，1996年获上海市劳动模范称号、全国五一劳动奖章。
- 三子靖季洛，1942年2月出生于洛阳。中国电科十四所的固态有源相控阵雷达专家 [12]
- 次女靖自卫： “文革”期间作为知青到安徽利辛插队下乡